# Florilegium amplissimum et selectissimum

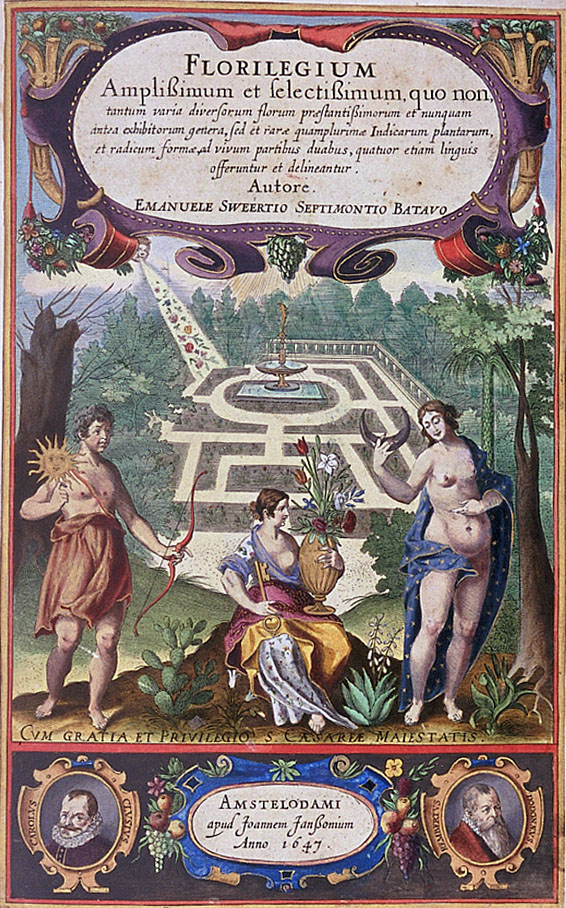
Kolorierter Kupfertitel des Florilegiums. Unten sind die Porträts von Charles de l’Écluse (links) und Rembert Dodoens (rechts) abgebildet.

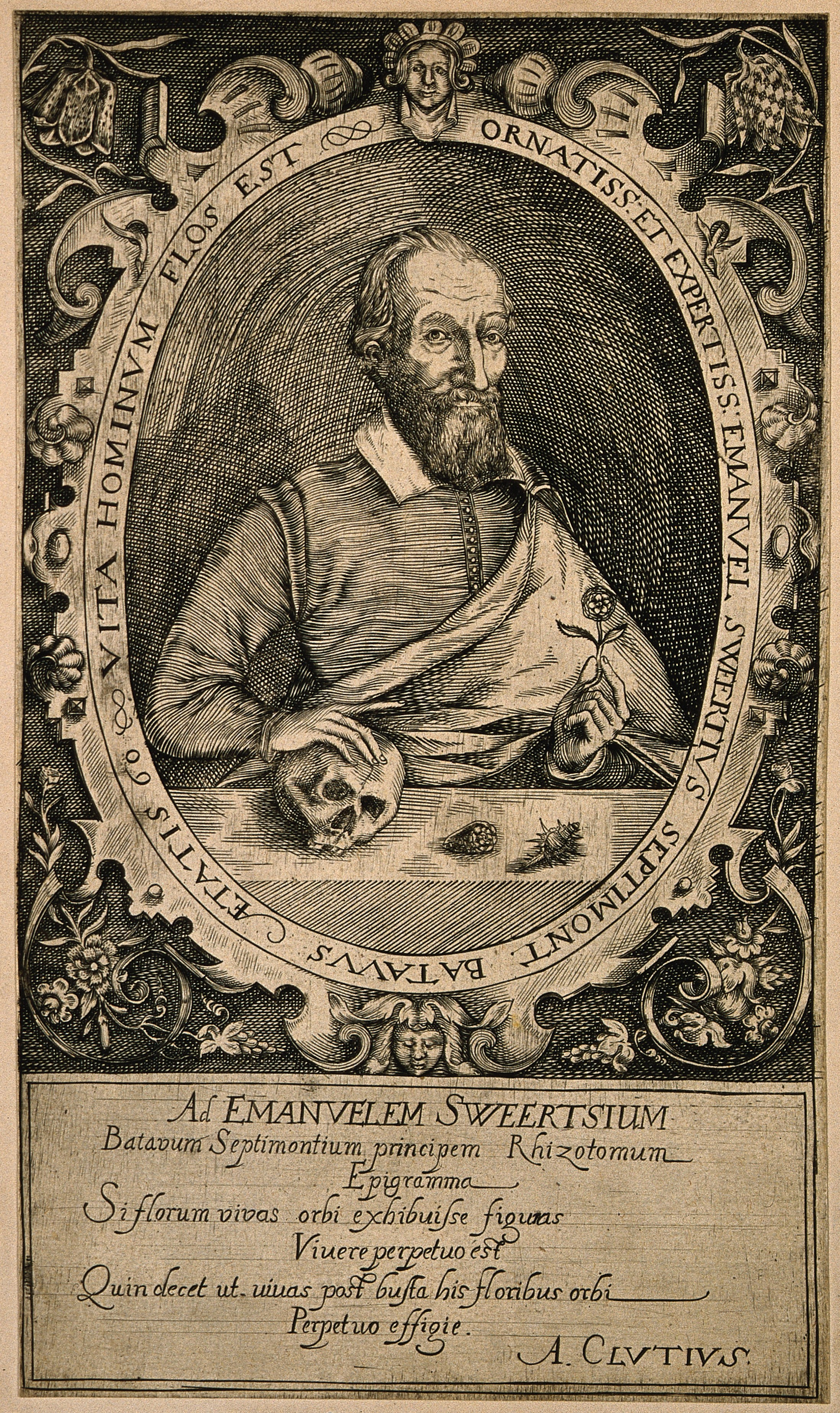
Ab der zweiten Auflage enthielt das Florilegium dieses Porträt von Emanuel Sweerts.

Florilegium amplissimum et selectissimum ist ein zweiteiliges Florilegium von Emanuel Sweerts, das erstmals 1612 in Frankfurt am Main veröffentlicht wurde. Auf 110 Tafeln sind 573 Pflanzen dargestellt. Es wurde bis 1654 mehrfach in fast unveränderter Form neu herausgegeben. 

## Inhalt
Das Florilegium besteht aus zwei Foliobänden, die 26,0 Zentimeter breit und 38,2 Zentimeter hoch sind. Der erste Teil umfasst 67 Tafeln, der zweite 43. Im ersten Teil werden 330 Zwiebelpflanzen und im zweiten 243 Blütenpflanzen dargestellt. Auf der dem Kupfertitel folgenden Seite bewarb Sweerts die abgebildeten Pflanzen. Bei Interesse könne man zu Zeiten der Frankfurter Messe sein Geschäft gegenüber dem Römer aufsuchen. Ansonsten solle man sich an das Geschäft des Amsterdamer Buchdruckers Paul Arnold von Ravenstein wenden. Nach der anschließenden Widmung an den Kaiser Matthias folgt der Hinweis auf das am 3. Dezember 1609 durch Kaiser Rudolf II. für dieses Werk erteilte Druckprivileg. Die Vorrede Ad candidum lectorem (Zu dem guenstigen Leser) ist auf den 1. September 1612 datiert.
Zusätzlich ist es mit einem mehrsprachigen Index (Lateinisch, Niederländisch, Deutsch und Französisch) versehen.

## „Nachnutzung“
Johann Theodor de Bry kopierte in seinem Florilegium novum Abbildungen früherer Florilegien.

## Auflagen
Prinzipiell können vier Auflagen unterschieden werden:
- 1. Auflage, Frankfurt am Main 1612:
  - Teil 1 Anthonius Kempner, Frankfurt am Main 1612, Teil 2 Erasmus Kempffer, Frankfurt am Main 1612.
- 2. Auflage, 1612–1620:
  - Teil 1: Frankfurt am Main 1612, Teil 2: Frankfurt am Main 1614.
  - Teil 1: Frankfurt am Main 1615, Teil 2: Frankfurt am Main 1614.
  - Teil 1: Amsterdam 1620, Teil 2: Frankfurt am Main 1614.
- 3. Auflage, Johannes Janson, Amsterdam 1631–1647:
  - Teil 1: Amsterdam 1641, Teil 2: Amsterdam 1631.
  - Teil 1: Amsterdam 1647, Teil 2: Amsterdam 1631.
- 4. Auflage, Johannes Janson, Amsterdam 1647–1654:
  - Teil 1: Amsterdam 1647, Teil 2: Amsterdam 1647.
  - Teil 1 Amsterdam 1647, Teil 2 Amsterdam 1654.

## Illustrationen (Beispiele)

Florilegium Amplissimum et selectissimum, Teil 1
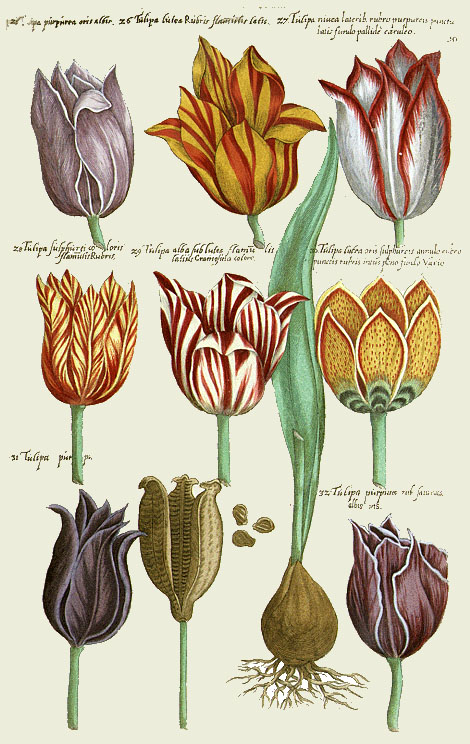
Teil 1, Tafel 10: Tulpen
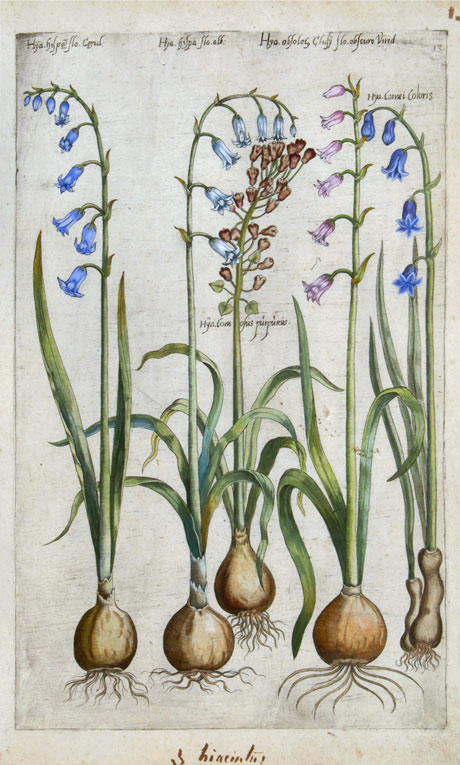
Teil 1, Tafel 13: Hyazinthen
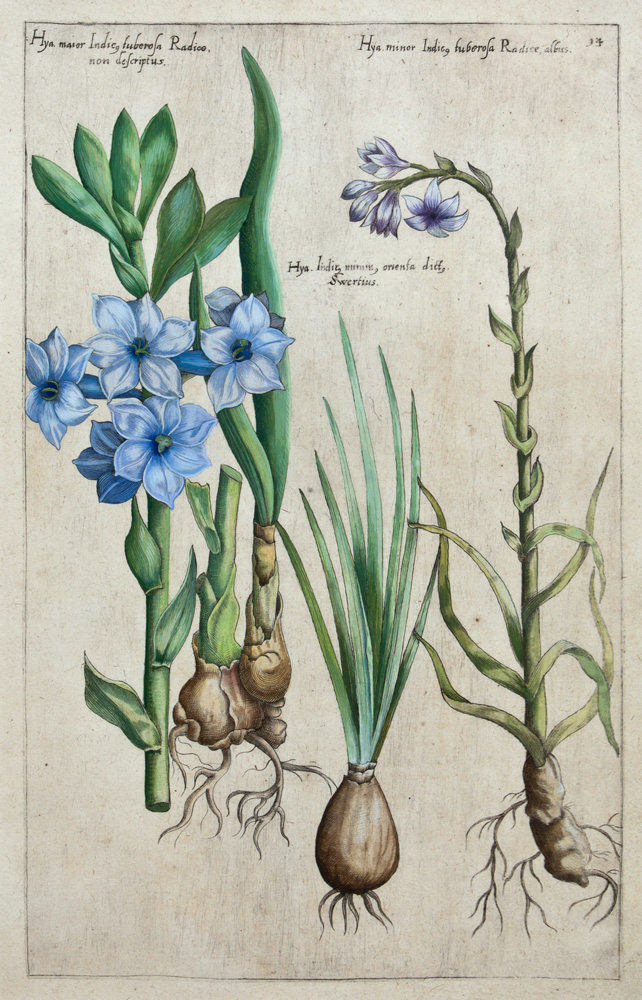
Teil 1, Tafel 14: Hyazinthen
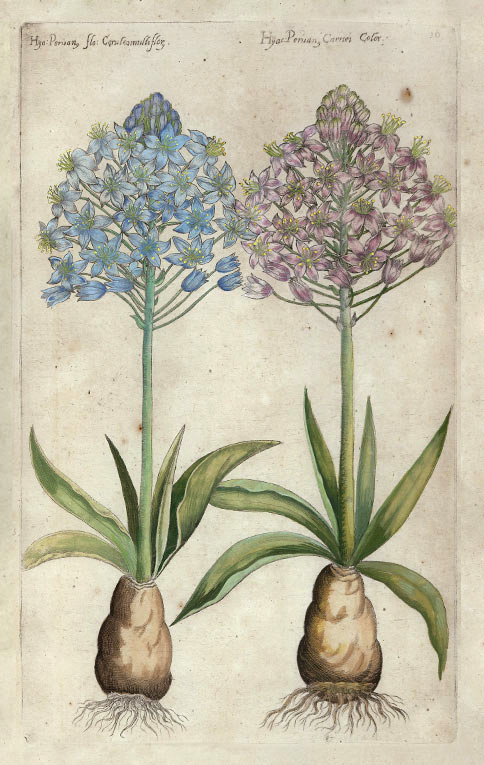
Teil 1, Tafel 16: Blausterne
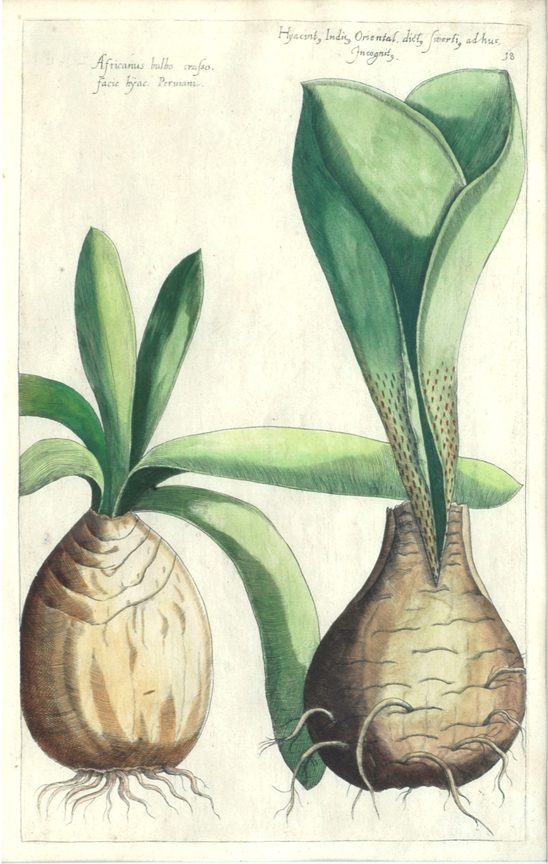
Teil 1, Tafel 18: Hyazinthen
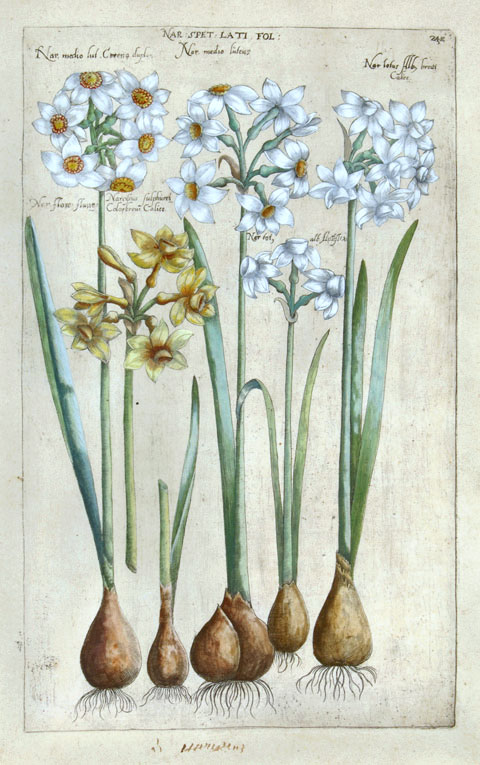
Teil 1, Tafel 24: Narzissen
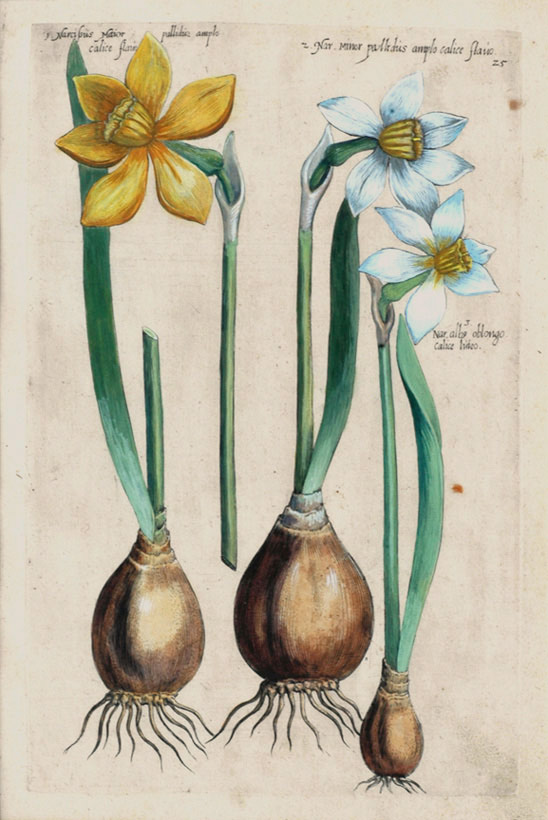
Teil 1, Tafel 25: Narzissen
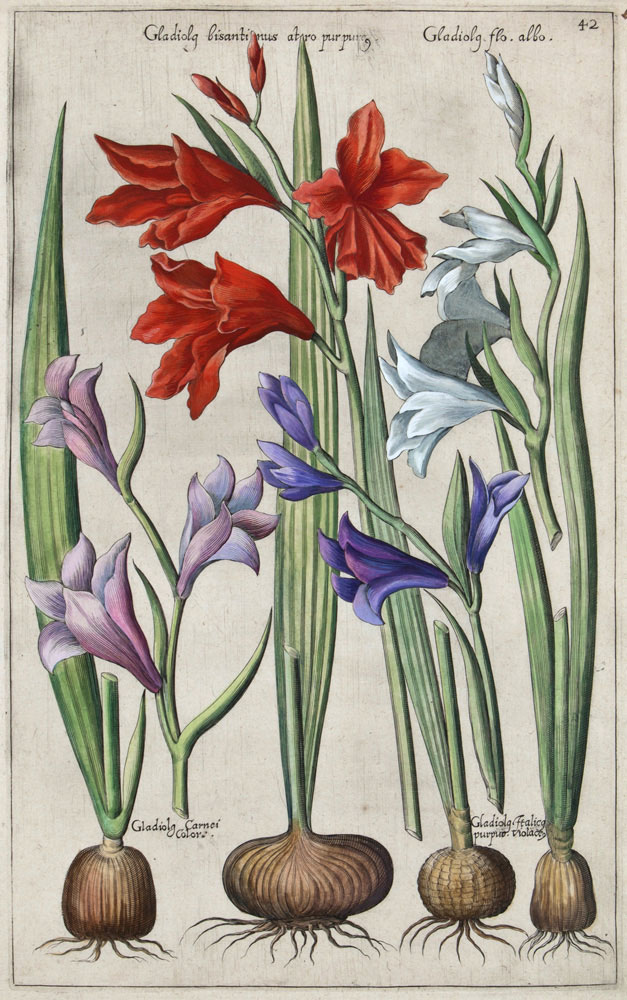
Teil 1, Tafel 42: Gladiolen
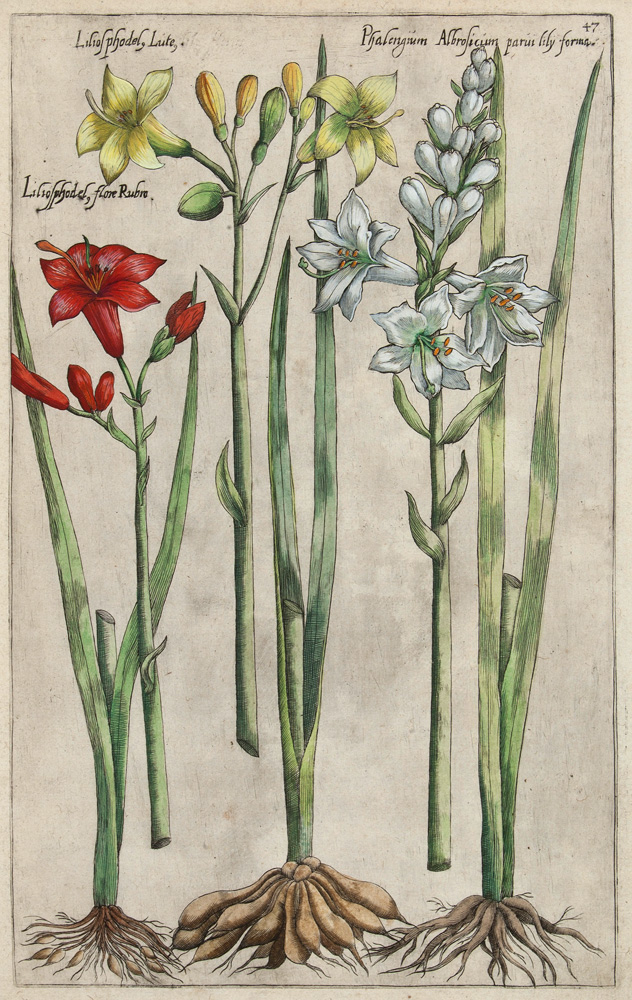
Teil 1, Tafel 47: Taglilien
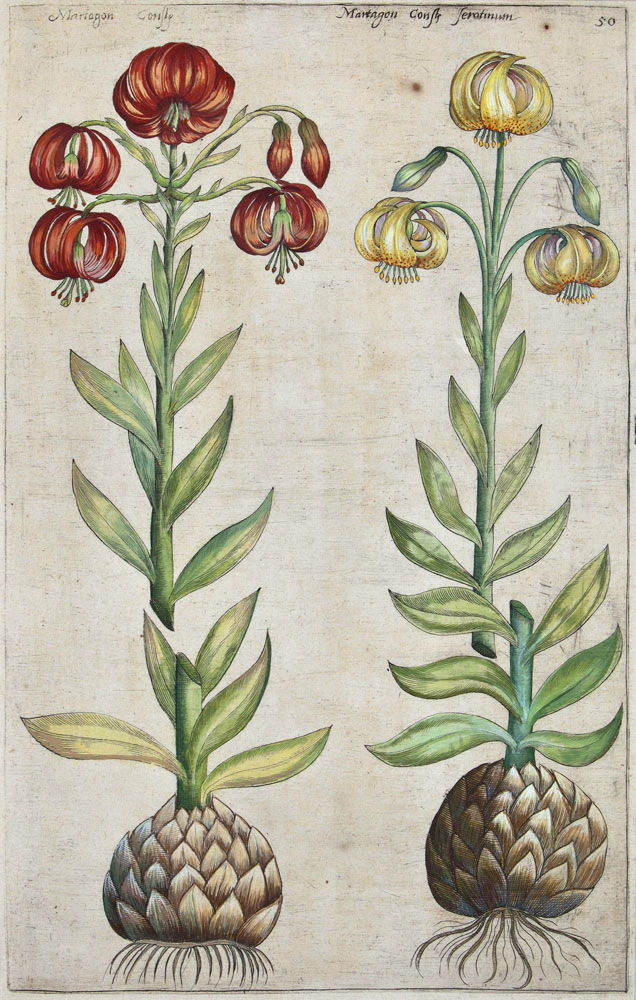
Teil 1, Tafel 50: Türkenbund
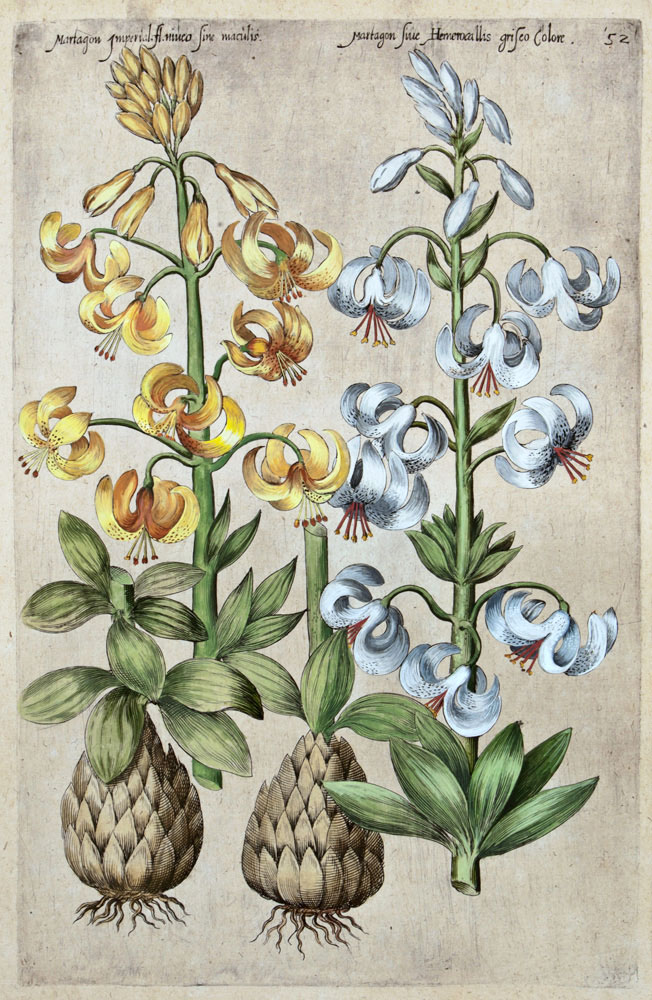
Teil 1, Tafel 52: Türkenbund
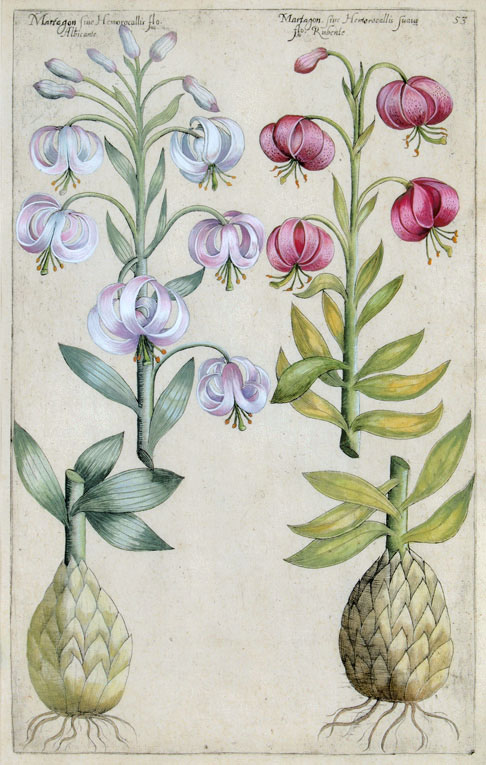
Teil 1, Tafel 53: Türkenbund
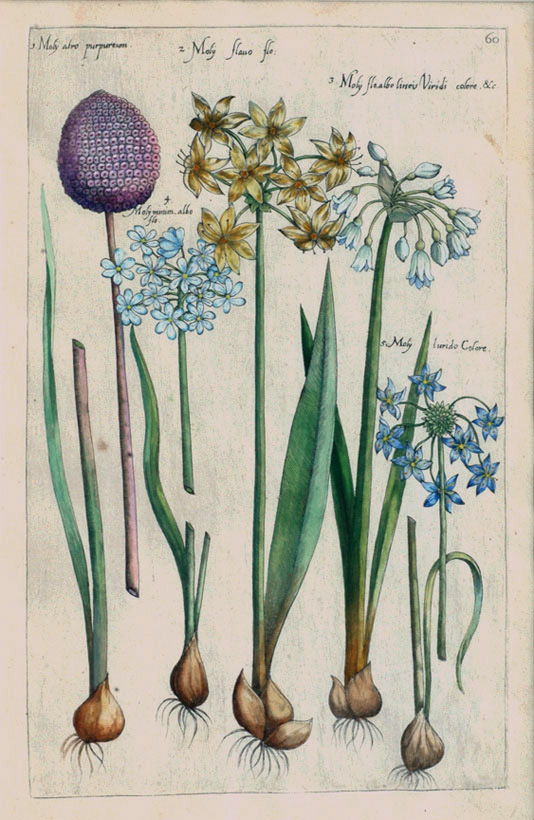
Teil 1, Tafel 60: Lauch oder Knoblauch
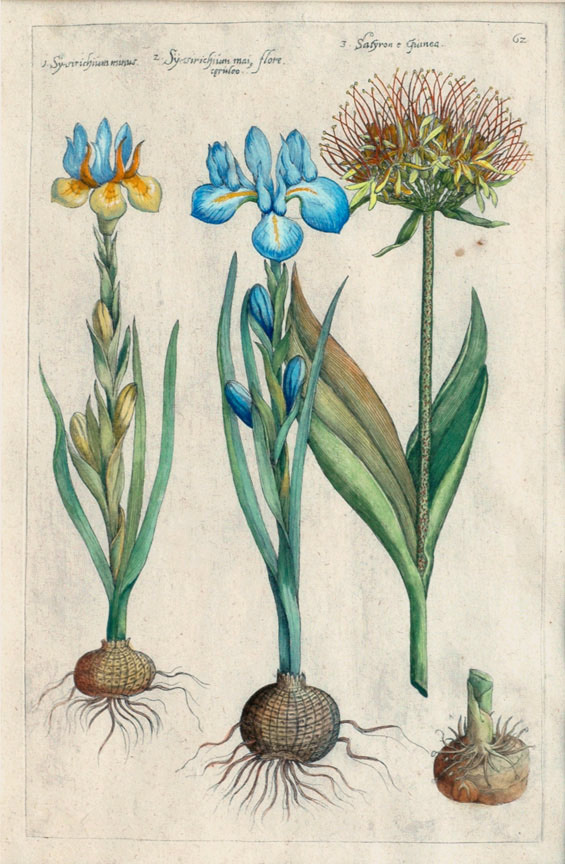
Teil 1, Tafel 62: Schwertlilien
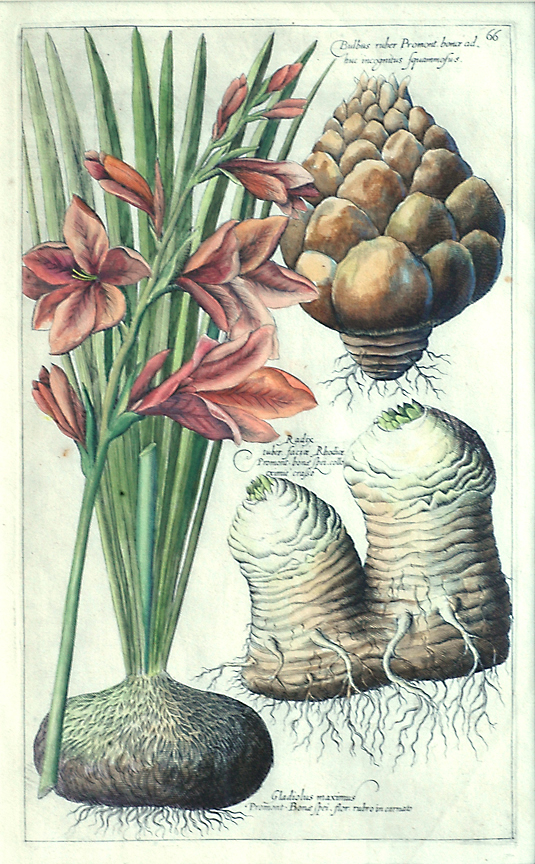
Teil 1, Tafel 66: Gladiolen
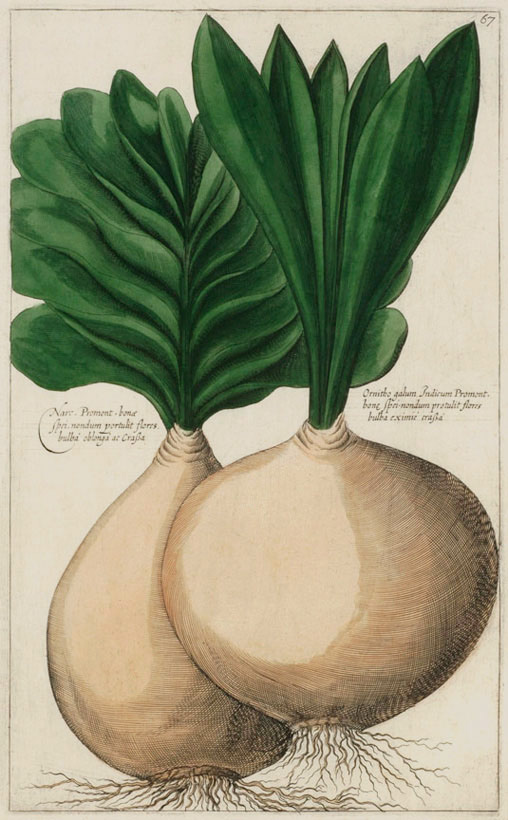
Teil 1, Tafel 67: Milchsterne

Florilegium Amplissimum et selectissimum, Teil 2
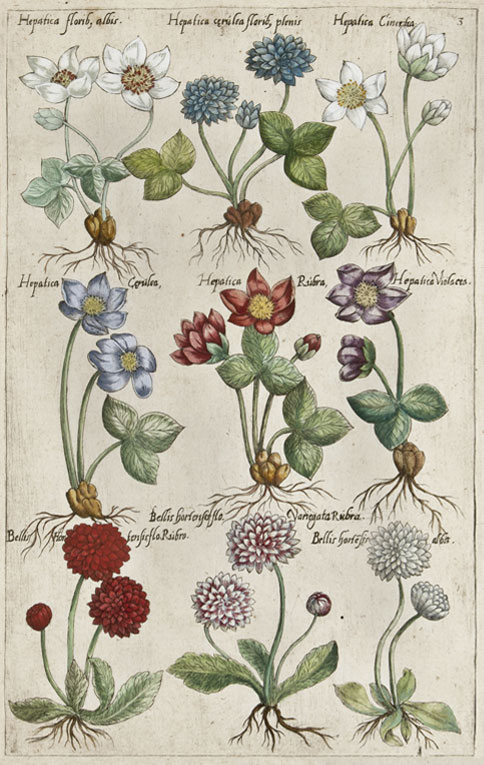
Teil 2, Tafel 3: Leberblümchen und Tausendschön
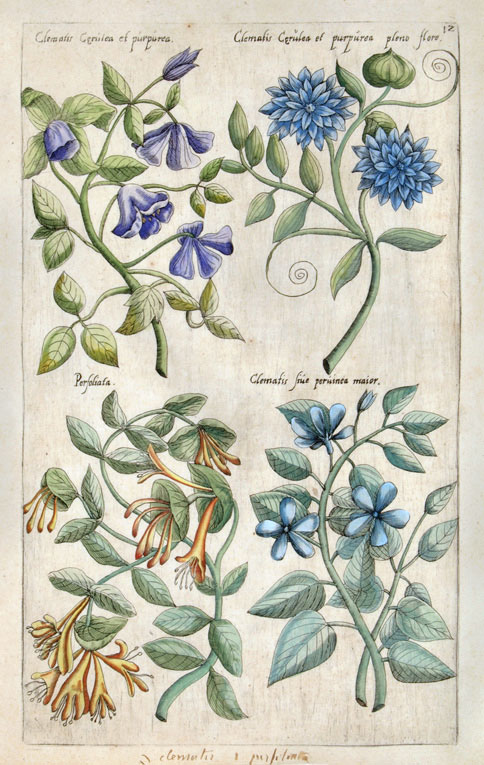
Teil 2, Tafel 12: Waldreben
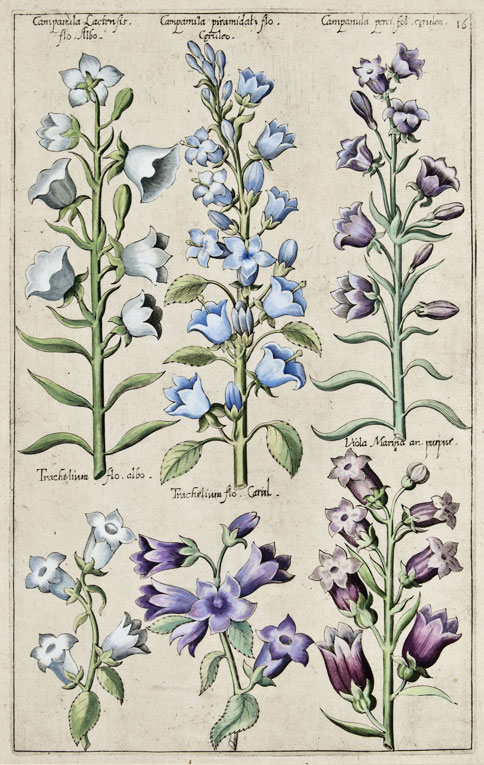
Teil 2, Tafel 16: Glockenblumen und Halskraut
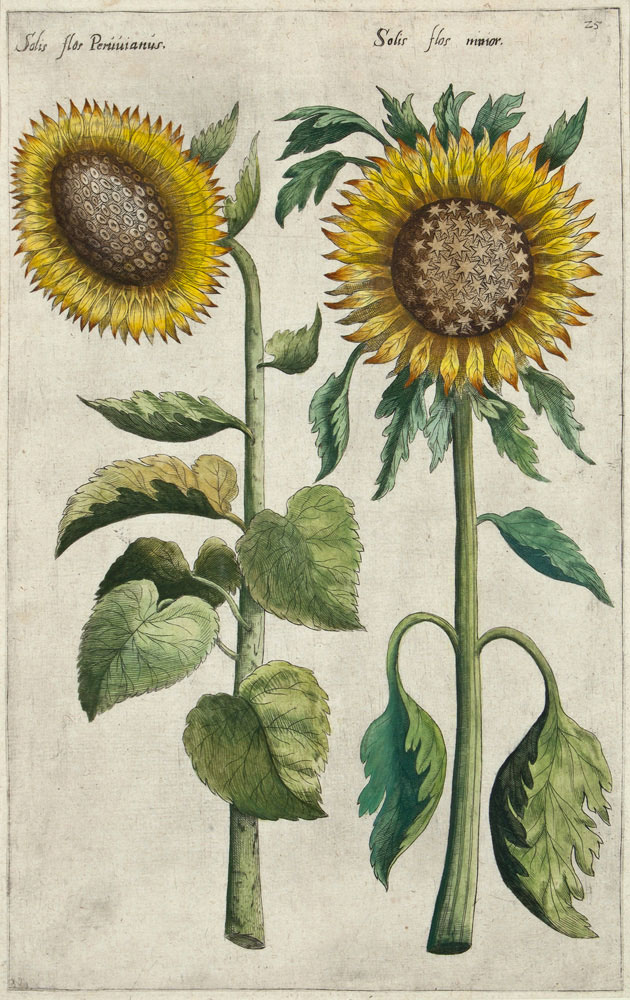
Teil 2, Tafel 25: Sonnenblume
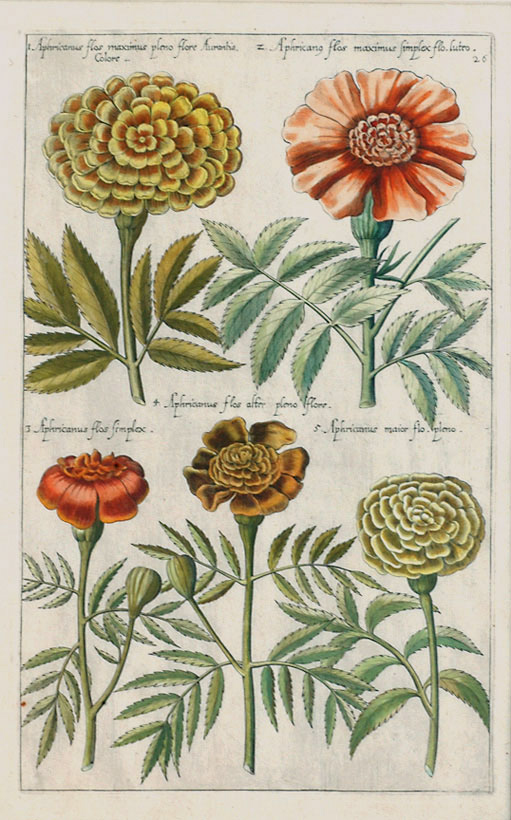
Teil 2, Tafel 26: Studentenblumen
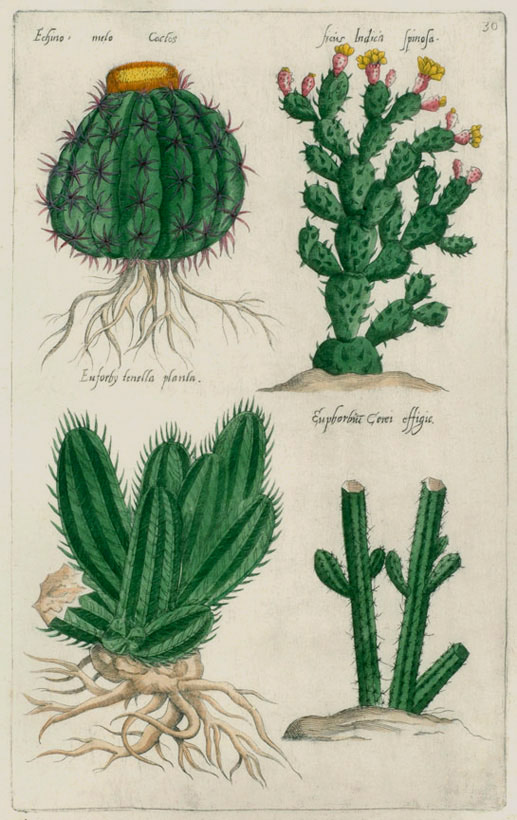
Teil 2, Tafel 30: Kakteen und Euphorbien

## Moderne Reproduktionen
- E. F. Bleiler (Hrsg.): Early Floral Engravings: All 110 Plates from the 1612 “Florilegium” by Emanuel Sweerts. 1. Auflage, Dover Publications Inc., New York 1976, ISBN 0-486-23038-4.
- Sweerts Florilegium. Amstelodami 1641 und 1631. Harald Fischer, Erlangen 2005, ISBN 3-89131-432-9 (Vorschau) – CD-ROM.

## Nachweise